# Lechbruck
Lechbruck é um município da Alemanha, situado no distrito da Algóvia Oriental, no estado da Baviera. Tem 17,25 km² de área, e sua população em 2019 foi estimada em 2 718 habitantes.